# كريس بيرنهام
كريس بيرنهام (بالإنجليزية: Chris Burnham)‏ هو فنان قصص مصورة أمريكي، ولد في 1977 في كونيتيكت في الولايات المتحدة.

## وصلات خارجية
- الموقع الرسمي